# Bon Secours Mother and Baby Home

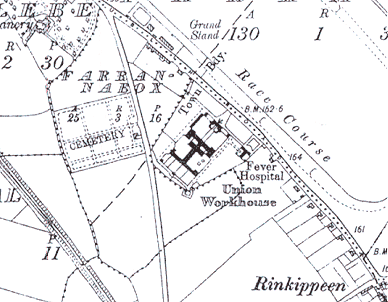
Situation du vieux workhouse sur Athenry Road (1918).

Le Bon Secours Mother and Baby Home, St Mary's Mother and Baby Home, ou simplement The Home, est un couvent catholique servant de maternité pour les mères célibataires et leurs enfants entre 1925 et 1961 à Tuam, dans le comté de Galway, en Irlande.
Il est devenu célèbre en raison des révélations de l'historienne locale Catherine Corless, en 2014, de l'enterrement de centaines de corps d'enfants — près de 800 — dans une fosse commune à proximité, et pour le taux de mortalité élevé de ses résidentes, lié à des négligences. Une commission d'enquête a annoncé en mars 2017 la découverte effective de restes humains d'enfants « âgés de 35 semaines d'âge fœtal à deux ou trois ans » dans une structure souterraine,,. Cette affaire a « contribué à remettre en question la toute-puissance de l'Église catholique » dans le pays.